# Abdol Hossein Sardari
Abdul Sardari, o Oskar Schindler do Irã (Persa: عبدالحسین سرداری; 1914 em Teerã - 1981 em Nottingham) foi um diplomata iraniano de ascendência iraniana do Azerbaijão e era o tio de Amir Abbas e Fereydoun Hoveyda. Amir Abbas seria o primeiro-ministro do Shah Mohammad Reza Pahlavi. Hoveyda, que desfrutou de grande popularidade até hoje, como primeiro-ministro do Irã, foi executado em 1979, depois que o sistema islâmico chegou ao poder pelo tribunal revolucionário.

## Biografia
Sardari estava no comando do escritório consular iraniano em Paris em 1942. Havia uma considerável comunidade de judeus iranianos em Paris quando Adolf Hitler invadiu e ocupou a cidade. Apoiando-se na percepção socialista nacional de que os alemães eram arianos, a Alemanha nazista também declarou que os iranianos eram imunes a todas as leis de Nuremberg desde 1936, já que eram "arianos puros" de acordo com sua teoria racial. O governo iraniano da época de Reza Shah conseguiu proteger os judeus iranianos, cujas famílias estiveram presentes no Irã desde a época do Império Persa. (Ciro, o Grande, ordenou pessoalmente aos judeus da Babilônia que se libertassem da escravidão babilônica.) Argumentou muito fortemente sobre isso aos alemães e, especificamente, verificou que os judeus iranianos estavam protegidos sob esses estatutos. Os nazistas concordaram de má vontade e, consequentemente, muitos judeus persas foram salvos do assédio e, eventualmente, deportação pelo regime nazista.
Mas Sardari foi mais longe. Uma vez que ele percebeu a natureza plena das ambições nazistas, ele começou a emitir centenas de passaportes iranianos para judeus não iranianos para salvá-los da perseguição. Para salvaguardar seu plano, ele não pediu permissão e sentiu que o apoio da liderança iraniana estava implícito. Suas ações foram posteriormente confirmadas e aplaudidas pelo governo do Irã. A vida posterior de Sardari foi arruinada por muitos infortúnios, incluindo o desaparecimento de seu amante chinês durante a Guerra Civil Chinesa em 1948, acusações de apropriação indébita pelo governo iraniano do pós-guerra e penúria em seus últimos anos devido à perda de seus direitos previdenciários. propriedade na Revolução Iraniana de 1979. Depois de um período passado morando em uma cama em Croydon, mudou-se para Nottingham, onde morreu em 1981.

## Honras
Sardari foi homenageado por organizações judaicas, como a convenção em Beverly Hills, e o Centro Simon Wiesenthal em várias ocasiões. Em abril de 1978, três anos antes de sua morte, Abdol Hossein Sardari respondeu às perguntas do Yad Vashem, o Memorial Nacional do Holocausto de Israel, sobre suas ações: "Como você deve saber, tive o prazer de ser o cônsul iraniano em Paris durante a ocupação alemã da França e, como tal, era meu dever salvar todos os iranianos, incluindo os judeus iranianos."
Ele é ainda popular no cinema persa e asiático.